# 6-aminohexanoato-oligómero exohidrolasa
La 6-aminohexanoato-oligómero exohidrolasa (EC 3.5.1.46) es una enzima que cataliza entre otras la siguiente reacción química
Esta enzima es capaz de hidrolizar uno a uno los monómeros de 6-aminohexanoato de un oligómero de hasta 6 unidades de Nylon-6 comenzando por uno de sus extremos.
Por lo tanto, los sustratos de esta enzima son los oligómeros lineales de N-(6-aminohexanoil)-6-aminohexanoato y H
2O; mientras que su producto es 6-aminohexanoato.

## Clasificación
Esta enzima pertenece a la familia de las hidrolasas, específicamente a aquellas hidrolasas que actúan sobre los enlaces carbono-nitrógeno diferentes a enlaces peptídicos; y más particularmente sobre las amidas lineales.

## Nomenclatura
El nombre sistemático para esta enzima es N-(6-aminohexanoil)-6-aminohexanoato amidohidrolasa. Otros nombres por los cuales se la conoce son ácido 6-aminohexanoico oligómero hidrolasa, ácido 6-aminohexanoico dímero hidrolasa, NylB.

## Papel biológico
Esta enzima forma parte del arsenal metabólico que le permite a algunas bacterias tales como la Flavobacterium sp. KI72, utilizar los residuos industriales derivados de la síntesis de Nylon-6 como fuente de carbono y nitrógeno.

## Estudios estructurales
Hasta el año 2007, se habían resuelto 3 estructuras para esta clase de enzimas, con los códigos de acceso PDB PDB 1WYB
, PDB 1WYC
, y PDB 2DCF
.